# Tribble
Els tribbles són una espècie alienígena fictícia de l'univers Star Trek. Van ser concebuts pel guionista David Gerrold i van aparèixer per primera vegada el 1967, al quinzè episodi de la segona temporada de Star Trek: La sèrie original, titulat "El problema dels tribbles". Es representen com una espècie petita, peluda, amable, adorable i de moviments lents, però que es reprodueix ràpidament. Tot i que no apareixen amb tanta freqüència a la pantalla, s'han convertit en una característica popular de l'univers de Star Trek, apareixent al seu propi joc de cartes oficial epònim, i fins i tot donant el seu nom a TRIB1, una família conservada de proteïnes que es va identificar per primera vegada a la mosca de la fruita com a regulador de la divisió cel·lular.

## Representació
Els tribbles es van mostrar per primera vegada en un episodi de la segona temporada de la sèrie original, "El problema dels tribbles" (1967). Han aparegut en diverses sèries posteriors, en breus aparicions en quatre pel·lícules de Star Trek i en videojocs com ara Star Trek: Armada II.

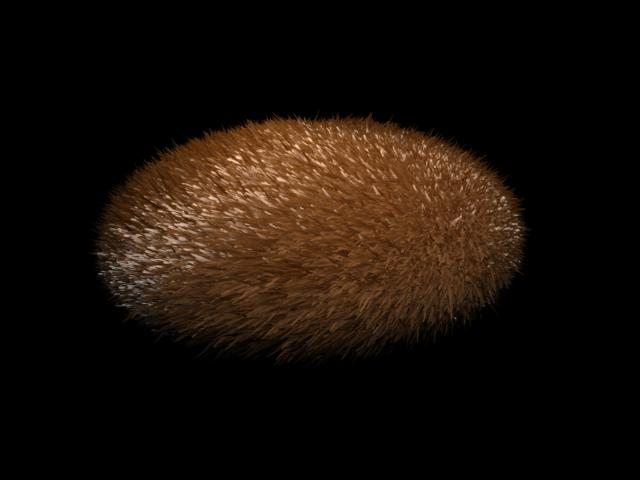
Tribble fet per un fan

Segons el cànon de Star Trek, els tribbles són nadius del quart planeta que orbita l'estrella Iota Geminorum. Tot i que semblen petits feixos de pèl sense altres característiques visibles, produeixen sorolls de xiuxiueig i xisclets. La seva coloració va del blanc i gris al negre, així com del marró clapejat, groc i taronja. Segons el diàleg del Dr. Leonard McCoy, els seus dos únics propòsits a la vida semblen ser menjar i reproduir-se, i realitzen ambdues funcions excepcionalment bé. McCoy conclou que els tribbles utilitzen més del 50% del seu metabolisme per a la reproducció i que naixen embarassades. També s'identifiquen com a "bisexuals".
A causa de la seva tendència a la superpoblació, la Flota Estel·lar considera els tribbles organismes perillosos i prohibeix el seu transport. A l'episodi animat "More Tribbles, More Troubles" (1973) es va introduir una criatura genèticament modificada per caçar tribbles (un glommer). Els klíngons, en presència dels quals els tribbles produeixen una reacció convulsiva i cridanera, els consideren "enemics mortals", tal com s'indica a l'episodi "Trials and Tribble-ations" de Star Trek: Deep Space Nine (1996).
Un tribble apareix a l'episodi "The Breach" de Star Trek: Enterprise, adquirit pel Doctor Phlox com a aliment viu per a una de les seves mascotes rèptils. Phlox assenyala que els tribbles estan prohibits a la majoria de mons, ja que es reprodueixen "de manera prodigiosa", i que només l'abundància de rèptils al seu món natal manté la seva població sota control.
L'episodi de Star Trek: Short Treks "The Trouble with Edward", en contradicció amb la seva aparició anterior a "The Breach", revela que els tribbles no van "néixer embarassats" originalment, i de fet la seva taxa reproductiva era extremadament lenta. Un científic de la Flota Estel·lar, Edward Larkin, els va modificar genèticament en la seva forma actual, en un intent de resoldre una escassetat d'aliments planetària. L'experiment va sortir desastrosament, resultant en la mort de Larkin, la destrucció de la seva nau (envaïda pels tribbles) i la posterior evacuació del planeta que intentaven salvar. A més, alguns tribbles van aconseguir arribar a l'espai klíngon, també amb resultats desastrosos.
L'episodi de Star Trek: Prodigy "A Tribble Called Quest" descriu un planeta envaït per tribbles gegants modificats genèticament: el científic klingon Doctor K'ruvang havia intentat crear un retrovirus que podia exterminar l'espècie de tribbles, però els seus experiments van provocar accidentalment que els tribbles augmentessin de mida, desenvolupessin dents i es tornessin agressius. Rok'Tahk i K'ruvang finalment aconsegueixen dissenyar un nou retrovirus que restaura els tribbles a la seva forma original i també redueix la seva taxa de reproducció. En contaminar una mostra genètica de tribbles amb el seu propi ADN, Rok'Tahk també crea accidentalment una criatura híbrida tribble-Brikar: s'anomena Bribble i es converteix en la mascota de la tripulació del "Protostar".

## Origen
David Gerrold ha escrit que la seva idea original per als tribbles es basava en els problemes coneguts associats amb la sobrepoblació de conills a Austràlia. Volia una criatura d'accessori que fos barata de produir i es va inspirar en una bola de pelussa rosa enganxada a un clauer. El nom dels tribbles era originalment "fuzzies", però per evitar confusions amb la novel·la de H. Beam Piper de 1962 Little Fuzzy, Gerrold va idear algunes paraules sense sentit, arribant a "tribble".
Poc abans de la producció de l'episodi, Kellam de Forest Research va assenyalar les similituds entre les criatures de Gerrold i els gats plans marcians de la novel·la de Robert A. Heinlein The Rolling Stones (1952),:{{{1}}} i va recomanar comprar els drets de la novel·la. En canvi, el productor de Star Trek, Gene L. Coon, va contactar amb Heinlein per telèfon i li va demanar que renunciés a la similitud. Heinlein ho va fer, però més tard es va penedir de la decisió quan la franquícia Star Trek va continuar utilitzant els tribbles en les seves produccions. Gerrold parla del tema del possible plagi accidental al seu llibre, però no ho admet. Afirma que en comptes de diners o crèdit, Heinlein només va demanar una còpia signada del guió, i que després Heinlein li va escriure descartant la similitud: "tots dos devem alguna cosa a Ellis Parker Butler ... i possiblement a Noè".:{{{1}}} Tanmateix, el relat de Gerrold no coincideix del tot amb el propi record de Heinlein sobre l'assumpte tal com es relata en correspondència privada citada a la seva autobiografia autoritzada.

## Recepció
El 2007, la revista WIRED va destacar els tribbles com una de les deu criatures més clàssiques i cursis de Star Trek.
El 2017, Den of Geek va classificar els dotzens millors extraterrestres de la franquícia Star Trek.